# Ашли Монтагю
Монтагю Франсис Ашли-Монтагю (на английски: Montague Francis Ashley-Montagu) е британско-американски антрополог и хуманист.
След като се премества в Съединените щати започва да използва името Ашли Монтагю. Става натурализиран американски гражданин през 1940 г. Преподава в Принстънския, Рутгерс, Калифорнийския и Нюйоркския университет.
Автор е на над 60 книги. През 1995 г. Американската асоциация на хуманистите го обявява за Хуманист на годината.

## В попкултурата
- Архивен запис на него и други (включително Карл Сейгън) от филма „Животът отвъд Земята и разума на човека“ е показан в епизода Gethsemane на „Досиетата Х“.